# Patinatge de velocitat als Jocs Olímpics d'hivern de 1994
Als Jocs Olímpics d'Hivern de 1994 celebrats a la ciutat de Lillehammer (Noruega) es disputaren deu proves de patinatge de velocitat sobre gel, cinc en categoria masculina i cinc més en categoria femenina.
Les proves es realitzaren entre els dies 13 i 25 de febrer de 1994 a les instal·lacions del Vikingskipet Olympic Arena.

## Comitès participants
Hi participaren un total de 150 patinadors, entre ells 89 homes i 61 dones, de 21 comitès nacionals diferents.
| - Alemanya (15) - Austràlia (2) - Àustria (5) - Belarús (2) - Canadà (13) - Corea del Sud (9) - Estats Units (17) |  | - Hongria (1) - Itàlia (5) - Japó (17) - Kazakhstan (8) - Letònia (1) - Noruega (8) - Països Baixos (13) |  | - Polònia (5) - Romania (4) - Rússia (12) - Suècia (5) - Suïssa (1) - Ucraïna (2) - R.P. de la Xina (6) |

## Resum de medalles

### Categoria masculina
| Prova             | Or                | Argent            | Bronze            |
| 500 m. Detalls    | Aleksandr Golubev | Sergey Klevchenya | Manabu Horii      |
| 1.000 m. Detalls  | Dan Jansen        | Igor Zhelezovski  | Sergey Klevchenya |
| 1.500 m. Detalls  | Johann Olav Koss  | Rintje Ritsma     | Falko Zandstra    |
| 5.000 m. Detalls  | Johann Olav Koss  | Kjell Storelid    | Rintje Ritsma     |
| 10.000 m. Detalls | Johann Olav Koss  | Kjell Storelid    | Bart Veldkamp     |

### Categoria femenina
| Prova            | Or                 | Argent             | Bronze            |
| 500 m. Detalls   | Bonnie Blair       | Susan Auch         | Franziska Schenk  |
| 1.000 m. Detalls | Bonnie Blair       | Anke Baier         | Ye Qiaobo         |
| 1.500 m. Detalls | Jacqueline Börner  | Gunda Niemann      | Seiko Hashimoto   |
| 3.000 m. Detalls | Emese Hunyady      | Svetlana Fedotkina | Gunda Niemann     |
| 5.000 m. Detalls | Svetlana Bazhanova | Emese Hunyady      | Claudia Pechstein |

## Medaller
| Posició | País            | Or | Argent | Bronze | Total |
| 1       | Noruega         | 3  | 2      | 0      | 5     |
| 2       | Estats Units    | 3  | 0      | 0      | 3     |
| 3       | Rússia          | 2  | 2      | 1      | 5     |
| 4       | Alemanya        | 1  | 2      | 3      | 6     |
| 5       | Àustria         | 1  | 1      | 0      | 2     |
| 6       | Països Baixos   | 0  | 1      | 3      | 4     |
| 7       | Belarús         | 0  | 1      | 0      | 1     |
| 7       | Canadà          | 0  | 1      | 0      | 1     |
| 8       | Japó            | 0  | 0      | 2      | 2     |
| 8       | R.P. de la Xina | 0  | 0      | 1      | 1     |
|         |                 |    |        |        |       |
| Total   | Total           | 10 | 10     | 10     | 30    |